# Anna Rosa Napoli
Anna Rosa Napoli (Roma, ...) è una montatrice italiana.

## Biografia
Inizia il suo apprendistato presso la società Fonolux di Roma assistendo le grandi montatrici dell'epoca come Adriana Novelli, Jolanda Benvenuti, Dolores Tamburini.
Dopo aver lavorato nel cinegiornale Obiettivo ha collaborato con Tatiana Casini Morigi, e in seguito, come assistente al montaggio con Nino Baragli, Ruggero Mastroianni, Maurizio Lucidi, Alberto Gallitti, Franco Arcalli.
Debutta come montatrice con Luigi Magni che le affida il montaggio del film Faustina.
È stata tra i fondatori dell'Associazione montatori cinematografici (AMC) nel 1980.
Nel 1986 è candidata al Ciak d'oro per il migliore montaggio con il film Piccoli fuochi.
La sua carriera è stata ripercorsa nel documentario Visioni senza tempo - Anna Napoli e il montaggio cinematografico (2022) di Claudio Costa.

## Filmografia parziale

### Montaggio
- Faustina, regia di Luigi Magni (1968)
- Vacanze in Val Trebbia, regia di Marco Bellocchio (1980)
- Con... fusione, regia di Piero Natoli (1980)
- Il pap'occhio, regia di Renzo Arbore (1980)
- Colpire al cuore, regia di Gianni Amelio (1982)
- Così parlò Bellavista, regia di Luciano De Crescenzo (1984)
- Piccoli fuochi, regia di Peter Del Monte (1985)
- Separati in casa, regia di Riccardo Pazzaglia (1986)
- 32 dicembre, regia di Luciano De Crescenzo (1988)
- Angela come te, regia di Anna Brasi (1988)
- Domino, regia di Ivana Grassetti (1988)
- Étoile, regia di Peter Del Monte (1989)
- Non più di uno, regia di Berto Pelosso (1990)
- Il segno del comando, regia di Giulio Questi (1992)
- Un amore rubato, regia di Rodolfo Roberti (1993)
- Babylon : la paura è la migliore amica dell'uomo, regia di Guido Chiesa (1994)
- Soldato ignoto, regia di Marcello Aliprandi (1995)
- Ci vediamo in tribunale, regia di Domenico Saverni (1996)
- La Venere di Willendorf, regia di Elisabetta Lodoli (1997)
- Le stagioni dell'aquila, regia di Giuliano Montaldo (1997)
- Kidnapping - La sfida, regia di Cinzia TH Torrini (1998)
- Un uomo perbene, regia di Maurizio Zaccaro (1999)
- Unruly - Nessuna regola, regia di Philippe Bérenger (1999)
- Mirka, regia di Rachid Benhadj (2000)
- Quando una donna non dorme, regia di Nino Bizzarri (2000)
- Non ho sonno, regia di Dario Argento (2001)
- Uno bianca, regia di Michele Soavi (2001)
- Il testimone, regia di Michele Soavi (2001)
- Operazione Rosmarino, regia di Alessandra Populin (2002)
- Don Gnocchi - L'angelo dei bimbi, regia di Cinzia TH Torrini (2004)
- When Children Play in the Sky, regia di Lorenzo Hendel (2006)
- Miacarabefana.it, regia di Ludovico Gasparini (2009)
- Tutti al mare, regia di Matteo Cerami (2011)

## Premi e riconoscimenti

### Ciak d'oro
- 1986 - Candidatura al migliore montaggio per Piccoli fuochi
- 1990 - Candidatura al migliore montaggio per Stesso sangue